# Marian Konopiński
Mariano Konpinski (Kluczewo, 10 de septiembre de 1909-Dachau, 1943) fue un sacerdote polaco, capturado por los nazis y muerto en poder de ellos. 
Es venerado como beato de la Iglesia católica, por ser considerado como mártir, y su fiesta litúrgica se celebra el 1 de enero.